# Лунинець
Лунине́ць (біл. Лунінец) — місто (з 1940), центр Лунинецького району Берестейської області Республіки Білорусь. Розташований за 240 км на схід від Берестя і за 250 км на південь від Мінська. Залізничний вузол на лініях, що ведуть на Барановичі, Гомель, Рівне, Берестя. У місті розташований пункт контролю на кордоні з Україною Лунинець — Сарни.

## Географія

### Клімат
Клімат у населеному пункті вологий континентальний («Dfb» за класифікацією кліматів Кеппена). Опадів 613 мм на рік. Найменша кількість опадів спостерігається в лютому й сягає у середньому 28 мм. Найбільша кількість опадів випадає в червні — близько 88 мм. Різниця в опадах між сухими та вологими місяцями становить 60 мм. Пересічна температура січня — -5,8 °C, липня — 18,3 °C. Річна амплітуда температур становить 24,1 °C.
| Клімат                            | Клімат | Клімат | Клімат | Клімат | Клімат | Клімат | Клімат | Клімат | Клімат | Клімат | Клімат | Клімат | Клімат |
| Показник                          | Січ.   | Лют.   | Бер.   | Квіт.  | Трав.  | Черв.  | Лип.   | Серп.  | Вер.   | Жовт.  | Лист.  | Груд.  | Рік    |
| Середній максимум, °C             | −2,8   | −1,5   | 3,3    | 12,2   | 19,2   | 22,6   | 23,6   | 22,9   | 17,9   | 11,4   | 4,4    | −0,2   | 11,1   |
| Середня температура, °C           | −5,8   | −4,7   | −0,4   | 7,3    | 13,6   | 17,2   | 18,3   | 17,5   | 13,0   | 7,5    | 2,0    | −2,7   | 6,9    |
| Середній мінімум, °C              | −8,8   | −7,9   | −4,1   | 2,5    | 8,1    | 11,9   | 13,1   | 12,2   | 8,2    | 3,7    | −0,4   | −5,2   | 2,8    |
| Норма опадів, мм                  | 35     | 28     | 30     | 41     | 55     | 88     | 82     | 65     | 57     | 47     | 43     | 42     | 613    |
| --------------------------------- | ------ | ------ | ------ | ------ | ------ | ------ | ------ | ------ | ------ | ------ | ------ | ------ | ------ |
| Джерело: Climate-Data.org (англ.) |        |        |        |        |        |        |        |        |        |        |        |        |        |

## Історія
Історія давньої Лунинецької землі йде в далеке минуле про що свідчать кургани і стоянки первісних племен. Лунинець вперше згадується в історичних джерелах в 1449 році як село Малий Лулин. З 1471 село Лулинець належало Неміровичам. У 1552 вдова Я. П. Неміровича Ганна Сапежанка передала село своєму прийомному синові польському воєводі С. С. Давойні. З 1561 село зветься Лунинець. З 1588 у Новоградському повіті Великого князівства Литовського. В 1622, колі Лунинець був подарований Дятловіцькому чоловічому монастирю, село належало Друцьким-Любецьким, Гравжишським, Кунцевичам, Долматам.
Після другого поділу Речі Посполитої у 1793 році Лунинець увійшов у склад Російської імперії. У 1842 майно монастирю було передане в казну, а мешканців перевели в категорію державних селян. 30 грудня 1884 року з Пінську в Лунинець і далі на Барановичі і Ліду пройшов перший товарно-пасажирський потяг. Тоді в невеликому селі Лунинець з'явився залізничний зупинний пункт. У 1885 році було закінчено будівництво лінії Лунинець—Рівне, а в 1886 році введена в експлуатацію лінія Лунинець—Гомель. Побудована у 1905 році станція Лунинець стала крупним залізничним вузлом для чотирьох напрямків.
Після побудови залізниці багато євреїв переїхали в Лунинець з прилеглих містечок. Більшість з них оселилися у своєму кварталі Жамедь і біля ринкової площі. На початку 20 століття єврейське населення містечка становило приблизно 3000 осіб — третину усього населення.

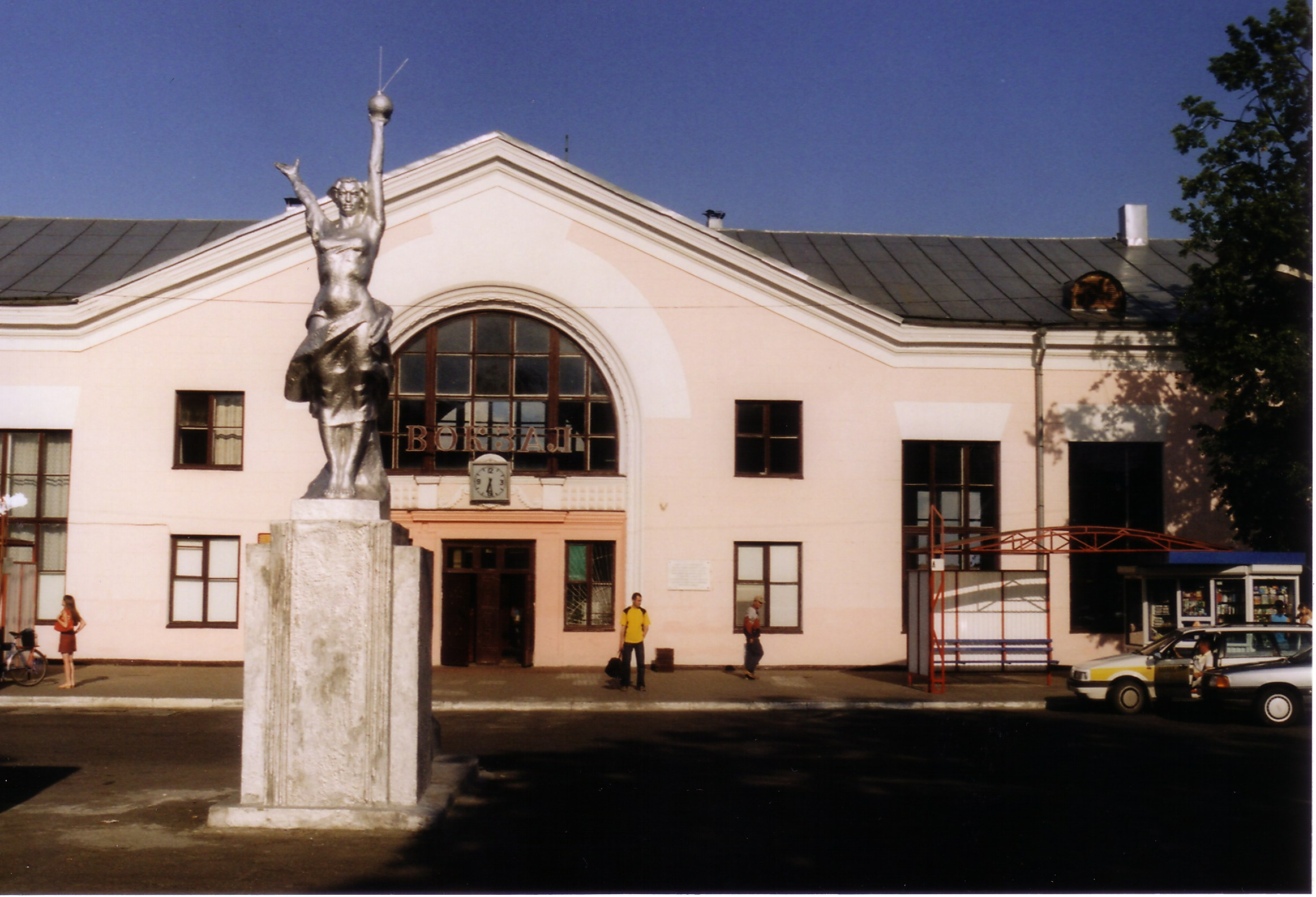
Залізничний вокзал

У 1911–1912 роках в місті працював вчителем Якуб Колас. В 1918 році в складі Української Народної Республіки. У 1921–1939 роках Лунинець входив до складу Польщі і був повітовим центром Поліського воєводства. Розпорядженням Ради Міністрів 4 березня 1926 р. розширено межі міста шляхом приєднання села Лунинець, вилученого зі складу гміни Лунін. З 1939 року — у СРСР у складі Білоруської РСР. Тоді єврейські школи були закриті, а магазини і банківські рахунки були розграбовані. У 1940 році Лунинець отримав статус міста. На теренах Лунинеччини діяло ОУН що належало до Пінського  надрайону "Степ" - провідник — «Вірний».
Під час Другої світової війни Лунинець був окупований Німеччиною з 1941 по 1944 рік. Німці захопили контроль над містом у червні 1941 року. У серпні 1941 року майже усі єврейські чоловіки були вбиті, а жінки і діти були переведені в гетто. За роки окупації в Лунинці і населених пунктах району було розстріляно близько 17000 осіб, у таборах смерті закатовано понад 3000 військовополонених солдатів і офіцерів Червоної армії, до Німеччини примусово вивезли близько 2500 осіб. У Лунинці загинуло 5364 жителі, у тому числі 4244 євреї.
06 березня 2022 стало відомо, що російськими окупаційними військами в рамках Російського вторгнення в Україну для завдання авіаударів по об'єктах військової та цивільної інфраструктури Київщини й Житомирщини залучались військові літаки Су-35С, Су-34 і Су-25, які підіймалися у небо з аеродромів Барановичі, Лунинець і Ліда, що у Білорусі.

## Населення
За переписом населення Білорусі 2009 року чисельність населення міста становила 23 608 осіб.

### Національність
Розподіл населення за рідною національністю за даними перепису 2009 року:
| Національність                | Осіб  | Відсоток |
| ----------------------------- | ----- | -------- |
| білоруси                      | 22336 | 94,61 %  |
| росіяни                       | 892   | 3,78 %   |
| українці                      | 231   | 0,98 %   |
| поляки                        | 44    | 0,19 %   |
| азербайджанці                 | 33    | 0,14 %   |
| національність не вказана     | 20    | 0,08 %   |
| вірмени                       | 6     | 0,03 %   |
| молдовани                     | 6     | 0,03 %   |
| татари                        | 5     | 0,02 %   |
| литовці                       | 5     | 0,02 %   |
| євреї                         | 4     | 0,02 %   |
| казахи                        | 4     | 0,02 %   |
| національність не повідомлена | 4     | 0,02 %   |
| грузини                       | 3     | 0,01 %   |
| дві та більше національності  | 3     | 0,01 %   |
| німці                         | 2     | 0,01 %   |
| латиші                        | 2     | 0,01 %   |
| чуваші                        | 2     | 0,01 %   |
| мордва                        | 2     | 0,01 %   |
| туркмени                      | 1     | 0,00 %   |
| болгари                       | 1     | 0,00 %   |
| греки                         | 1     | 0,00 %   |
| буряти                        | 1     | 0,00 %   |
| Разом                         | 23608 | 100 %    |

## Підприємства
- Важливу роль в економіці міста відіграє залізниця. У Лунинці розташоване локомотивне депо і підприємство по обслуговуванню залізничного транспорту.
- Завод з виробництва електродвигунів «Поліссяелектромаш».
- Ремонтно-механічний завод
- Лунинецький молочний завод, який виробляє сухе знежирене молоко.
- Підприємство «Лунинецьліс» і деревообробний комбінат.
- Готель «Юбілейная».

## Культура
Лунинецький краєзнавчий музей. В Лунинці виходить районна газета «Лунінецкія навіны».

## Відомі люди

### Уродженці
- Спринчан Оксана — білоруська письменниця.
- Макс Корж — білоруський співак та автор пісень.

### Померли
- Мошинський Євген Іванович — генерал-хорунжий Армії УНР. Помер і похований у Лунинці.